# Campeonato Mundial de Ciclismo BMX de 2002
El VII Campeonato Mundial de Ciclismo BMX se celebró en Paulínia (Brasil) entre el 26 y el 28 de julio de 2002 bajo la organización de la Unión Ciclista Internacional (UCI) y la Federación Brasileña de Ciclismo.

## Resultados

### Masculino
| Evento  | Oro                               | Plata                             | Bronce                          |
| ------- | --------------------------------- | --------------------------------- | ------------------------------- |
| Carrera | Kyle Bennett Estados Unidos       | Randy Stumpfhauser Estados Unidos | Wade Bootes Australia           |
| Cruiser | Randy Stumpfhauser Estados Unidos | Cristian Becerine Argentina       | Michal Prokop · República Checa |

### Femenino
| Evento  | Oro                           | Plata                      | Bronce                          |
| ------- | ----------------------------- | -------------------------- | ------------------------------- |
| Carrera | María Gabriela Díaz Argentina | Karine Chambonneau Francia | Jana Horáková · República Checa |

## Medallero
| Núm. | País            | Oro | Plata | Bronce | Total |
| ---- | --------------- | --- | ----- | ------ | ----- |
| 1    | Estados Unidos  | 2   | 1     | 0      | 3     |
| 2    | Argentina       | 1   | 1     | 0      | 2     |
| 3    | Francia         | 0   | 1     | 0      | 1     |
| 4    | República Checa | 0   | 0     | 2      | 2     |
| 5    | Australia       | 0   | 0     | 1      | 1     |
|      | TOTAL           | 3   | 3     | 3      | 9     |